# Platylister birmanus
Platylister birmanus är en skalbaggsart som först beskrevs av Sylvain Auguste de Marseul 1861.  Platylister birmanus ingår i släktet Platylister och familjen stumpbaggar. Inga underarter finns listade i Catalogue of Life.